# Косик Сергій Миронович
Сергі́й Миро́нович Косик — молодший сержант, Державна прикордонна служба України.

## Нагороди
20 червня 2014 року — за особисту мужність і героїзм, виявлені у захисті державного суверенітету та територіальної цілісності України, вірність військовій присязі під час російсько-української війни, відзначений — нагороджений орденом За мужність III ступеня.